# 世界ボクシング委員会
世界ボクシング委員会（せかいボクシングいいんかい、英: World Boxing Board）は、プロボクシングの王座認定団体。略称はWBB。表舞台にはほとんど出てくることのないマイナー団体。

## 概要
1992年設立。マーク・ジョンソン（元IBF世界フライ級、スーパーフライ級王者）、アイラン・バークレー（元世界3階級王者）、ジェームズ・ペイジ（元WBA世界ウェルター級王者）らがこのタイトルを持っていたことがある。
現在はランキングも発表していない。
公式Facebookが最後に更新されたのは2019年6月19日であり、この時の投稿内容は公式Facebookを閉鎖する旨の告知であった。以降、プロボクシングの認定団体としては一切の活動を行っていない模様。公式Facebookは現在も残るが、前述の日付を最後に現在まで更新されていないことからプロボクシング認定団体としての身分を放棄している状態と見做されており、実質的に自然消滅したものとみられる。